# 亭立
亭立（学名：Burmannia wallichii）为水玉簪科水玉簪属下的一个种。